# Ґ
Ґ, ґ («ґе») — кирилична літера для позначення звука [ɡ], що існує поряд з літерою «г» у деяких абетках: білоруській тарашкевиці, русинській, урумській та абетці діалекту російських циганів. Назву літери [ґе] вживають як іменник середнього роду: велике Ґ, мале ґ.
Ґ — п'ята літера української абетки, що використовують у словах: аґрус, ґава, ґазда, ґанок, ґедзь, ґніт, ґрати, ґрунт, ґудзик, ґуля, дзиґа, ґелґотати та інших.

## Історія

### Походження звука
У праслов'янській мові всі слова вимовлялися з [ɡ] («ґ»)[джерело?]. Потім [коли?] у деяких слов'янських мовах він перейшов у гортанний задньоязиковий приголосний, фарингальний звук («г»): чи [ɦ] (в українській, у чеській, у словацькій, у верхньолужицькій), чи [ɣ] (у білоруській, південних російських діалектах). На думку В. І. Абаєва, у південно-східних слов'янських говірках (українських і південноросійських) цей перехід стався внаслідок субстратного впливу скіфо-сарматської мови (разом з низкою інших іновацій).
Але звук [ɡ] залишився у деяких українських словах (напр., якби [йаґби́]), а згодом в українську мову почали потрапляти іншомовні слова і виникла потреба відтворювати цей проривний звук, відрізняючи його від фрикативного [ɦ], що позначався літерою г.
На думку сучасних дослідників, в українську мову фонема /ɡ/ проникла завдяки численним германізмам. З. В. Рожченко розглядає як запозичення з їдишу, зокрема, такі слова: ґанок, ґвалт, ґрати, ґешефт та ін. (згідно з ЕСУМ, ґешефт запозичене прямо з німецької, ґанок і ґвалт — через польське посередництво, а ґрати — запозичення з польської). З німецької мови в свою чергу запозичені ґаблі, ґонт, ґрунт, з угорської — ґазда, ґандж, леґінь, з польської — аґрус, ґедзь, ґніт, ґрати, ґудзик, з румунської — ґирлиґа, ґринджоли, мамалиґа, ремиґати.
Починаючи з XVIII століття у більшості діалектних зон нові слова зі звуком [ɡ] перестали надходити, оскільки, перебуваючи під російською владою, їх запозичували через російське посередництво, а з огляду на фрикативний [ɣ] у південноросійських говорах і наявність лише одного [g] в літературній російській (якому етимологічно відповідає український [ɦ]), звук [g] літературної російської систематично вимовляли як український [ɦ].
Професор І. Р. Вихованець так описує місце фонеми /ɡ/ в українській фонологічній системі: «Фонема ґ посідає периферійне місце в сукупності фонем української мови, що засвідчує її використання в порівняно небагатьох словах звуконаслідувального та іншомовного походження. Проте вона функціонує в українській мові, що і сприяло закріпленню літери ґ. Звичайно, ідеться здебільшого про іншомовні слова».
Таким чином, фонема може мати таке походження:
- У запозичених словах:
  - На місці оригінального /g/ (аґрус, ґаблі, ґандж, ґазда, ґанок, ґедзь, ґонт, ґречний, ґрунт, ґудзик, леґінь, ремиґати, хурдиґа)[4][6];
  - На місці оригінального /k/ (ґирлиґа, ґніт, ґрати)[Ком 1];
- У питомо українських словах:
  - На місці праслов'янського *g (ґава, ґудз, ґуля), збереження проривного характеру звука іноді пояснюють експресивним забарвленням цих слів чи їхнім звуконаслідувальним походженням[4];
  - На місці праслов'янського *k (ґ, ґлей, ґиґнути), такі слова часто мають фонетичні варіанти з /k/ (к, клей);
  - У вигуках, звуконаслідувальних словах (аґу, ґеґати, ґелґотати, ґерґотати, ґерґотіти, дзиґ, дзиґа, хуґа)[7][6];
  - Окрім того, звук [k] уподібнюється до дзвінкого [g] у випадках, коли наступний приголосний звук дзвінкий. Наприклад, у словах аякже [айа́ґжеи], якби [йаґби́], повсякденний [поўс'аґде́н: ий], Великдень [веили́ґдеин`] тощо. Таке ж уподібнення маємо і в деяких запозиченнях: вокзал [воґза́л], анекдот [анеиґдо́т] тощо[8].

У праслов'янській мові звук [ɡ] чергувався з [d͡z] і [d͡ʒ], хоч у більшості сучасних говірок таке чергування занепало, поступившись місцем чергуванню [ɡ]-[z]-[ʒ]. У деяких посібниках заявляється про необхідність його відновлення: ґирлиґа — ґирлидзі — ґирлиджка; дзиґа — дзидзі; мамалиґа — мамалидзі; хурдиґа — хурдидзі; Ґриґа — Ґридзі; Ломаґа — Ломадзі; Василеґа — Василедзі (зокрема в запозиченнях відповідно до пропозиції автора передавати g як ґ: Гааґа — Гаадзі, Вінніпеґ — у Вінніпедзі, Гамбурґ — у Гамбурдзі). Пропозиція зазнавала критики у листі «Зауваження з приводу змін в українському правописі, внесених Президією Державної Правописної Комісії» (приписуваному С. В. Пилипенку й адресованому, здогадно, М. О. Скрипнику) повідомляється про впровадження в проєкт Правопису 1928 року форм Ґеордже (вокатив від Ґеорґ), на Ґеордзі, на Волдзі, які автор назвав «нововидуманими» і «неправильно-витеоретизованими».

### Варіанти графічної передачі фонеми
У пам'ятках староукраїнської мови з XIV століття [ɡ] передавався на письмі буквосполукою «кг» (кгвалт, кгрунт, Кгедимінович, Скиркгайло, розкга, мозкгови). Вживали його і за пізніших часів, хоч дедалі рідше. У XIX столітті на цю давню традицію орієнтувалися лише поодинокі автори — Олексій Павловський у першій граматиці живої української мови (1818), С. Писаржевський (1840), видавці альманаху «Молодик» (1843), «Записок» Південно-західного відділу Російського географічного товариства (1873) та видавець Іван Бецький (1843).
Також існував варіант запису цього звука через запозичену з латинської абетки літеру «g» (gраты, gроно, проgресъ, Gанжа, Gалаgанъ). У XIX столітті цю літеру вживали Амвросій Метлинський (1839), Левко Боровиковський («Байки й прибаютки», 1852), Пантелеймон Куліш («Граматка», 1857, та ін.), видавці журналу «Основа» (1861–1862), упорядник збірника «Українські приказки, прислів'я і таке інше» М. Номис (1864). Останнім прихильником цього варіанту запису був харківський літератор М. Лободовський, який 1910 р. обстоював латинську літеру, бо «і чепурна, і навчає чужої мови букву». Свої окремі, нетрадиційні знаки пропонували, щоправда, безуспішно, Микола Гатцук, Каленик Шейковський.

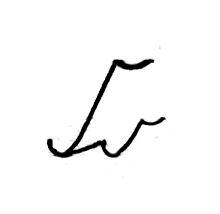
Літери Ґґ ручним письмом

Особливе написання «ґ» вперше застосовується у Пересопницькому Євангелії (1556–1561). А в 1619 році її вводить до абетки Мелетій Смотрицький у своїй «Граматиці», запозичивши курсивний різновид грецької гамми (γ), яку в західноєвропейській та польській традиціях вимовляли як проривний звук. Вона використовувалась і у «Лексиконі» Памво Беринди (1627) — ґвалтъ, ґезъ, ґузы, педаґоґъ, румиґаю. Широке використання цієї літери простежується за численними рукописними документами й друками XVII—XVIII століть.
Тривалий час ця літера мала лише курсивну форму, потім оформився її сучасний варіант. В українській писемності на позначення проривного задньоязикового звука [g] літера «ґ» вживалася з перервами: у XVIII — початку XX століття (до 1905 року) у підросійській Україні не вживалася, тому що була відсутня в гражданській азбуці, введеній у Росії в 1708 році.
З 1830—1840 років, передусім у Галичині, починає більше поширюватися й зрештою переважати літера «ґ». Першим з галицьких граматистів, який увів її до своєї граматики 1834 року, став Й. Левицький. Звертає на неї увагу Маркіян Шашкевич у брошурі «Азбука і абецадло» (1836), спростовуючи закиди прихильників польської латинки, що нібито українська кирилиця бідна, неспроможна передавати багатьох звуків.

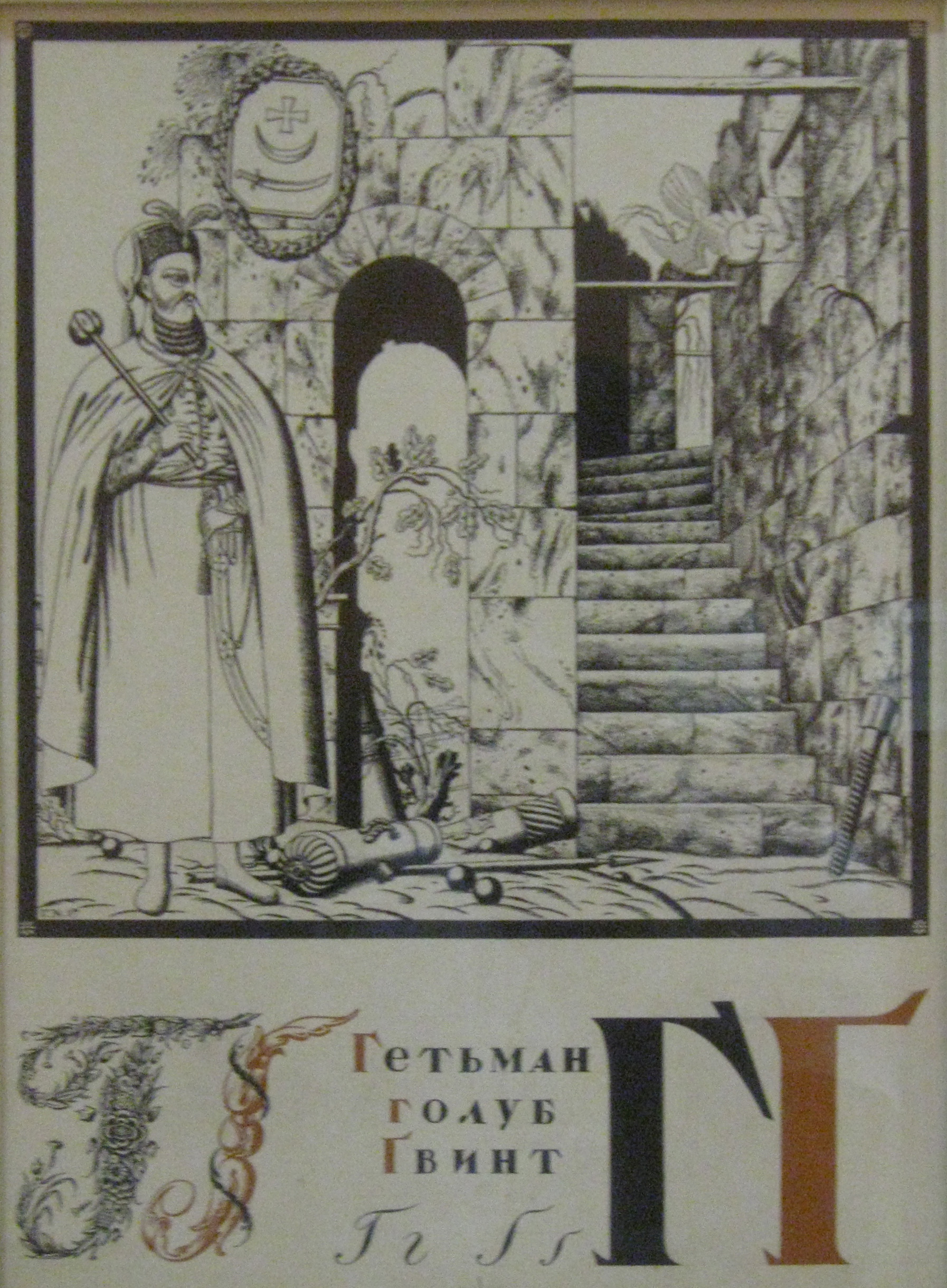
Літера «ґ» в українській абетці. Ілюстрація Георгія Нарбута, 1917 р.

Коли 1848 р. в Галичині виникла можливість заснування української преси, розвитку шкільництва і з огляду на це обговорення правописних питань, скликаний у Львові Собор учених руських ухвалив: «на звук g уживати букву слідующої форми ґ». Вона з'являється в першій українській газеті «Зоря Галицка» (1848—1857). Вона була неодмінним елементом усіх основних правописних систем, зокрема затвердженого на початку 1890-х років офіційного правопису у Галичині, відомого як «желехівка» (за прізвищем лексикографа Євгена Желехівського).
Зі скасуванням 1905 року заборони на українське друковане слово й розвиток преси, літера потрапляє у видавничу справу. Вона ввійшла до складу абетки, схваленої комісією Петербурзької академії Наук. Вживана в класичній лексикографічній праці Бориса Грінченка — «Словарі української мови» (1907–1909), в основних органах преси, у виданих творах, листуванні видатних тогочасних письменників та вчених.

### Радянський період
Рекомендовано вживати цю літеру «Найголовнішими правилами українського правопису» (1921) і правописом 1928 року. Микола Скрипник у статті «Підсумки правописної дискусії» критикував «перекручення чужомовних слів на малоросійський лад» і знищення ґ, бо «звук цілковито властивий українській мові — „ґудзик“, „ґирлиґа“ і цілі десятки і сотні українських слів». Далі він пише: «Політичний сенс ції „орієнтації на властиві сили“ зрозумілий. В усякому разі він доведе до зайвого формального відрізнення від російського правопису, російських власних й географічних назв, наводив на хибний шлях спрощування правопису, пропонуючи цим перекручувати слова буцім то, на український, а в дійсности на міщанський лад».
1933 року з ідеологічних міркувань її було вилучено з української абетки, під час реформи українського правопису, проведеного Н. Кагановичем і А. Олінтером. У Галичині та на Закарпатті літеру ґ вживано до 1939—1944 років.
І. І. Огієнко в 1920-х роках, перебуваючи в еміграції, писав, що небажано зловживати літерою «ґ», намагаючись наблизити українську вимову до вимови західних чи східних сусідів і, таким чином, нехтуючи українську культуру, настільки ж не варто відкидати уже засвоєні в мові слова на зразок ґрунту чи ґвалту, оскільки вони також є частиною тієї ж старої культури:
|  | Ознакою української мови є тільки г (h), чому й чужі слова з [ґ] ми українізуємо, цебто вимовляємо інтелігенція, гімназія, агітувати... ...Вимова г як [h] єсть наша характерна споконвічна ознака, руйнувати яку було б непотрібним нехтуванням своєї старої культури. |

Ю. В. Шевельов класифікував звук [ɡ] як «не характеристичний для української мови».
Під час війни, коли готували нове видання українського правопису, такі авторитети, тонкі знавці мови, як Максим Рильський, Павло Тичина (був тоді наркомом освіти УРСР), намагалися повернути безпідставно вилучену літеру в українську абетку. Проте ані правописом 1946 року, ані його новим виданням 1961 року її не було реабілітовано.
У наступні роки літератори, педагоги, науковці не раз порушували це питання: дискусії на сторінках журналу «Українська мова і література в школі» (1963), статті Бориса Антоненка-Давидовича «Літера, за якою тужать» (1969) тощо. До бажаної зміни не дійшло, це наукове-культурне питання зараховували до розряду закритих для обговорення тем і вважали проблему остаточно розв'язаною ще 1933 р.
Попри відсутність літери в абетці, ґ використовувалася в мовознавчих виданнях як знак транскрипції — для відрізнення фонеми /ɡ/ від /ɦ/. Літеру поновили у третьому виданні «Українського правопису» (1990).

### Сучасність
Літера ґ займає п'яте місце в українській абетці, використовується при класифікаційних позначеннях і означає «п'ятий». Чинні правила вживання літери іноді характеризують як нечіткі і суперечливі.
На думку мовознавця О. О. Тараненка, повернення ґ до абетки було «найвиразнішим виявом прагнення до „європейськости“». Він зазначає, що останнім часом її вживання поширилося в мовленні певних осіб, у мовній практиці деяких ЗМІ, видавництв і окремих видань (реґіон, ґенерація, інтеліґенція, лінґвістика), при цьому в мовленні осіб старшого покоління з західноукраїнських областей така вимова може йти ще з дорадянських часів (ґазета, ґенерал, ґімназія). Науковець згадує і про випадки гіперкорекції при використанні цієї літери: Ґавел (чеськ. Havel, Гавел), Ґаррі (англ. Harry), Вільґельм (нім. Wilhelm), ніґілізм (лат. nihilismus), Ґашек (чеськ. Hašek, Гашек), Ґрад, Ґрадчани (чеськ. Hradčany, Градчани). Він свідчить також, що вимову ґалузь, ґарний можна було почути в 90 pp. у телевізійних дикторів і коментаторів (можливо, це робилося навмисне). Характерно, на його погляд, і те, що правописна комісія, що готувала УП-99, вирішила поширити написання з ґ тільки для імен та прізвищ людей: для уникнення небажаних фонетичних змін в українській мови, які можуть спричинитися надмірним впровадженням слів зі звуком [g].
У посібниках і словниках існують помилки з розбіжностями у вживанні літер: «Навчальному правописному словнику української мови» подаються паралельні варіанти ґроно і гроно, ґума і гума, тоді як в «Орфографічному словнику української мови» та «Великому тлумачному словнику сучасної української мови» (2004 р.) вони входять до слів із літерою г.
В. В. Німчук зазначав, що правопис г і ґ у запозиченнях є досить складною задачею, бо через втручання державно-політичних сил і відсутність окремого знака для [g] більшість мовців не знають правильного вживання потрібної літери в тому чи тому випадку, а впровадження складних норм проєкту 1928 року призвело б до хаосу. На його думку, вживання г на місці g у запозичених словах робить українців «недорікими» в очах європейців, і наводив паралелі між українською фонетичною системою і системами романських, германських та багатьох інших мов, що мають «окремі фонеми г та ґ» (втім, щиро кажучи, в англійській і німецькій розрізняються не [ɦ] і [g], а [h] і [g], у французькій, італійській і польській існує тільки [g], в іспанській звуки [g] і [ɣ] позначаються однією літерою g). Побоювання, що надмірне поширення слів з ґ витіснить характерний український [ɦ] і наблизить фонетику до російської чи польської, він називав невиправданими — посилаючись на приклад чеської і словацької мов, де співіснують слова з g і h, а також польської (втім, літера h там передає не [ɦ], а [x]). Опанування мовцями правильної вимови [g] мовознавець вважав питанням часу, порівнюючи це із узвичаєнням в українській фонологічній системі фонеми /f/, помилковістю вимови її як «хв». Гіперкорекційну вимову слів з оригінальним h через [g] він розглядав як тимчасове явище, пов'язане з перехідним періодом. Також В. В. Німчук підкреслював необхідність максимально наближеної до вимови оригіналу передачі антропонімів, що можливо, на його думку, тільки за умови обов'язкового використовування ґ.
На думку О. Пономарева, не слід вживати ґ у словах грецького походження (бо «греки самі „гекають“»), на місці звуків [g] і [ɦ] у словах зі слов'янських мов («оскільки вживаються, як правило, в однокореневих лексемах»), а також у словах, давно запозичених з інших мов (газета, геній). У нових запозиченнях з більшости мов, як у власних, так і в загальних, він рекомендує враховувати відмінність між /г/ та /ґ/.

## Таблиця кодів
| Кодування               | регістр | Десятковий код | 16-ковий код | Вісімковий код | Двійковий код     |
| ----------------------- | ------- | -------------- | ------------ | -------------- | ----------------- |
| Юнікод                  | Велика  | 1168           | 0490         | 002220         | 00000100 10010000 |
| Юнікод                  | Мала    | 1169           | 0491         | 002221         | 00000100 10010001 |
| ISO 8859-5 (зі змінами) | Велика  | 173            | AD           | 255            | 10101101          |
| ISO 8859-5 (зі змінами) | Мала    | 253            | FD           | 375            | 11111101          |
| Windows-1251            | Велика  | 165            | A5           | 245            | 10100101          |
| Windows-1251            | Мала    | 180            | B4           | 264            | 10110100          |
| КОІ-8                   | Велика  | 189            | BD           | 275            | 10111101          |
| КОІ-8                   | Мала    | 173            | AD           | 255            | 10101101          |

### Ґ у Linux та Mac OS X
Дистрибутиви GNU/Linux та MacOS X підтримують типову українську розкладку, в якій Ґ розміщене на місці оберненої скісної риски (\) англійської розкладки. Якщо такої клавіші на клавіатурі немає, можна ввести її, затиснувши Ctrl+Shift і набравши її код у юнікоді: U+0490 чи U+0491.

### Ґ у Windows
Операційна система Microsoft Windows має вбудовану підтримку літери Ґ в українській розкладці: її можна набрати, затиснувши Alt-Gr (правий альт, або Control та лівий альт) і літеру «Г»; утримуючи клавіші Shift та Alt-Gr маємо відповідно велику Ґ. Також на деяких (не всіх) клавіатурах є окрема клавіша, розміщена між лівим Shift'ом і «Я», яка в українській розкладки використовувана для друку літери «Ґ».
На Numpad'і маленьке ґ набирається затисненим альтом і набором на нампаді 0180, а велике Ґ — через Alt+0165.

## Використання
Літера Ґ, ґ в українській мові передає на письмі дзвінкий м'якопіднебінний проривний [g].

### Чинний правопис

Літера — Ґ

У 2019 році запроваджено оновлений правопис української мови, що замінив собою старіші правила.
§ 6. Літера Ґ
1. В українських та в давно запозичених і зукраїнізованих словах: а́ґрус, ґа́ва, ґа́зда́ , ґандж, ґа́нок, ґату́нок, ґвалт, ґе́ґати, ґедзь, ґелґота́ти, ґелґотіти, ґерґелі, ґерґота́ти, ґерґоті́ти, ґи́ґнути, ґирли́ґа, ґлей, ґніт (у лампі), ґо́ґель-мо́ґель, ґонт(а), ґрасува́ти, ґра́ти (іменник), ґре́чний, ґринджо́ли, ґрунт, ґу́дзик, ґу́ля, ґура́льня, джиґу́н, дзи́ґа, дзи́ґлик, дриґа́ти і дри́ґати, ремиґа́ти тощо та в похідних від них: а́ґрусовий, ґаздува́ти, ґвалтува́ти, ґе́рґіт, ґратча́стий, ґрунтови́й, ґрунтува́ти(ся), ґу́дзиковий, ґу́лька, проґа́вити і т. ін.
2. У власних назвах — топонімах України: Ґорґа́ни (гірський масив), Ґоро́нда, У́ґля (села на Закарпатті), у прізвищах українців: Ґалаґа́н, Ґалято́вський, Ґе́ник, Ґерза́нич, Ґерда́н, Ґжи́цький, Ґи́ґа, Ґо́ґа, Ґо́йдич, Ґо́нта, Ґри́ґа, Ґудзь, Ґу́ла, Лома́ґа.
§ 122. Звуки [g], [h]
1. Звук [g] та близькі до нього звуки, що позначаються на письмі буквою g, звичайно передаємо буквою г: аванга́рд, агіта́ція, агре́сор, бло́гер, гва́рдія, генера́л, гламу́р, гра́фік, грог, емба́рго, марке́тинг, мігра́ція; лінгві́стика, негативний, се́рфінг, синаго́га, Вахта́нг, Гарсі́я, Гайнетді́н, Ердога́н, Гвіне́я, Гольфстри́м, Гренла́ндія, Гру́зія, Ге́те, Гео́рг, Гурамішві́лі, Люксембу́рг, Магоме́т, Фольксва́ген, Чика́го.
2. Буквою ґ передаємо звук [g] у давнозапозичених загальних назвах, як-от ґа́нок, ґатунок, ґвалт, ґра́ти, ґрунт і под. (див. § 6) та в похідних від них: ґа́нковий, ґратча́стий, ґрунто́вний і т. ін.

3. У прізвищах та іменах людей допускається передавання звука [g] двома способами: шляхом адаптації до звукового ладу української мови — буквою г (Вергі́лій, Гарсі́я, Ге́гель, Гео́рг, Ге́те, Грегуа́р, Гулліве́р) і шляхом імітації іншомовного [g] — буквою ґ (Верґі́лій, Ґарсі́я, Ге́ґель, Ґео́рґ, Ґе́те, Ґреґуа́р, Ґулліве́р і т. ін.).

### Правопис 1993 року
§ 15. Літера Ґ
Літера «ґ» передає на письмі задньоязиковий зімкнений приголосний звук [ɡ] як в українських словах, так і в давнозапозичених і зукраїнізованих: аґрус, ґава, ґандж, ґанок, ґатунок, ґвалт, ґвалтувати, ґеґати, ґедзь, ґратка, ґелґотати, ґерґотати, ґерґотіти, ґешефт, ґиґнути, ґирлиґа, ґлей, ґніт (у лампі), ґоґель-моґель, ґрасувати, ґрати (іменник), ґратчастий, ґречний, ґринджоли, ґрунт, ґудзик, ґуля, джиґун, дзиґа, дзиґлик тощо та похідні від них, а також у прізвищах Ґалаґан, Ґудзь і под.
Примітка. У власних назвах іншомовного походження етимологічний «g» згідно з усталеною традицією вимовляється як [ɦ] (літера «г»); проте збереження «g» у вимові не є порушенням орфоепічної норми. Отже, правильною є вимова: Гданськ й Ґданськ, Гренландія й Ґренландія, Гібралтар і Ґібралтар, Гарібальді й Ґарібальді, Гете й Ґете.
§ 87. G, H
G і h звичайно передаються літерою г: авангард, агітація, агресор, гвардія, генетика, гімнастика, гоніометр, грандіозний, графік, грог, ембарго, лінгвістика, міграція; гандбол, гегемонія, гектар, гербарій, герцог, гінді (мова), гіпотеза, горизонт, госпіталь, гугенот, гумус; Гаага, Гавана, Гавр, Гарвард, Гаронна, Гвінея, Гельсінгфорс, Гельсінкі, Гіндустан, Гренландія, Греція, Йоганнесбург, Люксембург; Ганнібал, Гейне, Гете, Гізо, Гомер, Горацій, Горн, Гюго, Магомет.
В окремих словах англійського походження «h» передається літерою «х»: хобі, хокей, хол; Хемінгуей та ін.

### Правопис 1999 року (проєкт)
Положення проєкту правопису 1999 року щодо літери «ґ» розширює випадки її вживання на власні назви іншомовного походження (крім назв країн) та незасвоєні іншомовні слова для відтворення відповідного проривного звуку.
§ 15. Літера Ґ
Літера «ґ» передає на письмі звук [ɡ] у словах, що відповідно вимовляємо: аґрус, ґава, ґазда, ґандж, ґанок, ґвалт, ґвалтувати, ґеґати, ґедзь, ґелґотати, ґерґотати, ґерґотіти, ґиґнути, ґирлиґа, ґлей, ґніт (у лампі), ґоґель-моґель, ґонт(а), ґрасувати, ґрати (іменник), ґратчастий, ґречний, ґринджоли, ґрунт, ґудзик, ґуля, джиґун, дзиґа, дзиґлик, ремиґати тощо та похідних від них, а також у власних назвах — топонімах України: Ґорґани (гірський масив у Бескидах), Ґоронда, Уґля (села на Закарпатті), у прізвищах українців: Ґалаґан, Ґалятовський, Ґеник, Ґерзанич, Ґердан, Ґжицький, Ґиґа, Ґоґа, Ґойдич, Ґонта, Ґриґа, Ґула, Ломаґа та інші.
§ 95. G
1. Літеру «g», яка у відповідних мовах позначає дзвінкий проривний звук [ɡ], у загальних назвах та у власних географічних назвах на письмі передаємо буквою «г»: агент, агітатор, агресія, багаж, газ, гараж, гарантія, гастролі, гвардія, генерал, глобус, гольф, граната, інтелігенція, легіон, магістр, міграція, навігація, прогрес, регіон, регістр, регулярний, серфінг; Англія, Бельгія, Гамбія, Гвінея, Гренада, Греція, Грузія, Катанга, Парагвай, Рангун, Чикаго та інші.
2. У власних назвах людей (іменах, прізвищах) «g» у мові-джерелі передаємо через «ґ», а h — «г»: Верґілій, Ґеорґ Вільгельм, Фридрих Геґель, Ґеорґ Фридрих Гендель, Васко да Ґама, Магатма Ґанді, Федерико Ґарсія Лорка, Вінсент ван Ґоґ, Ґрета Ґарбо (Ґустафссон), Едвард Ґриг, Курт Ґеорґ Кісинґер, Томаш Ґарріґ Масарик, Клемент Ґотвальд, Ґустав Гусак та інші.
3. Літеру «g» передаємо буквою «ґ» у не засвоєних українською мовою іншомовних словах, а також в іншомовних словосполуках, що транслітеруються засобами української графіки (варваризмах): альтер еґо (лат. alter ego — «друге я»), персона нон ґрата (лат. persona non grata  — «небажана особа»), фата морґана (лат. fata morgana — «марево»); Ґран-прі (фр. grand prix — «Велика премія», найвища нагорода на конкурсі, змаганнях); ґудбай (англ. good bye — «до побачення»); «Фольксваґен» (нім. «Volkswagen») — назва автомобільної фірми, «Зюддойче цайтунґ» (нім. «Süddeutsche Zeitung») — назва газети тощо.
4. Відповідно до вимови літеру «g» у словах англійського походження передаємо через буквосполучення «дж»: менеджер (manager), Джордж (George); у словах італійського походження — також через «дж»: Джованні (Giovanni), Джотто (Giotto), Джузеппе (Giuseppe); у словах французького походження — через «ж»: кортеж (cortège), Жерар (Gerard), Жорж (Georges). Але традиційно Генуя (Genova).

## У інших абетках

### Білоруська мова
Літера ґ поряд з г використовується в так званій «тарашкевиці» — класичному правописі білоруської мови.
Спроба диференціювати на письмі передачу звуків [γ] і [g], використовуючи поряд з буквою Г, г спеціальну букву Ґ, ґ, яка відрізнялася розмірами і обрисом, мало місце і в історії старобілоруської мови.
У публікації А. Єльського 1895-го року був уведений новий знак для фрикативного [γ], властивого білоруській мові на відміну від російського проривного [g]. Нова літера г̑ по контурах відрізнялася від букви Г, г наявністю діакритичного знака у вигляді дужки, загнутої вниз. У виданні фольклорно-етнографічної роботи А. К. Сержпутовського 1911-го року з тією ж метою був запропонований знак Ґ, ґ із загнутою вгору горизонтальною лінією. Цей же знак був використаний в алфавіті збірки Я. Купали 1908 року і увійшов до складу алфавіту, затвердженого першою нормативною граматикою білоруської мови Б. А. Тарашкевича, тільки з іншим призначенням — для передачі дзвінкого м'якопіднебінного проривного [g]. Але у 1933 літера Ґ, ґ була виключена з білоруського алфавіту, як і з українського.
Класичний правопис (Тарашкевиця)
§ 61. G При засвоєні іноземних власних назв вибохуне [g] можна передавати через літеру ґ («ґе»): Аґра, Аґюст, Анґола, Арґентына, Арлінґтан, Аўґуст, Аўґсбурґ, Біґ-Бэн, Буґацьці, Бэкінґгэм, Бэрґгоф, Бэльґрана, Вашынґтон, Віктор Юґо, Вюртэмбэрґ, Гааґа, Гайдэльбэрґ, Ґай, Ґас, Ґаза, Ґабрыеля, Ґалац, Ґалюа, Ґамбія, Ґаўс, Ґасконь, Ґарыбальдзі, Ґалґота, Ґаяна, Ґейл, Ґелера, Ґервяты, Ґент, Ґёбэльс, Ґётэ, Ґгаты, Ґібральтар, Ґіём, Ґітлін, Ґотлянд, Ґоццы, Ґоя, Ґэлап, Ґэртын, Ґэры, Ґрандэ, Ґрэнобль, Ґрэнляндыя, Ґрэйвэз, Ґлазґа, Ґудўін, Ґянджа, Ірвінґ, Кіплінґ, Кройцбэрґ, Лэнґлі, Лонґ-Айлэнд, Люксэмбурґ, Майнінґен, Мэґі, Ніяґара, Пітаґор, Пітсбурґ, Пэдынґтан, Ролінґ Стоўнз, Руґен, Рэдынґ, Рэґенсбурґ, Турынґія, Тыніс Мяґі, Сіґітас Ґяда, Сійґ, Фоґель, Хэнэраль-Бэльґрана, Уґанда, Эбінґгаўз та ін.
У літературній білоруській мові вибуховий звук [g] (і його м'який еквівалент [gʲ]) вимовляється в білоруських звукосполученнях [z̪g], [d͡z̞g], [d͡ʐg]: анэк(ґ)дот, вак(ґ)зал, пак(ґ)гаўз, во[зґ]ры, ма[зґ’]і, ро[зґ’]і, абры[зґ]лы, бра[зґ]аць, пляву[зґ]аць, вэ[дзґ]аць, [джґ]аць, эк(ґ)замэн, эк(ґ)сгумацыя та в ряді запозичених слів: [ґ]анак, [ґ]арсэт, [ґ]валт, [ґ]зымс, [ґ]онта, [ґ]узік, а[ґ]рэст, [ґ’]ер[ґ’]етаць, цу[ґ]лі, шва[ґ’]ер та інші. Це дало початок реставрації у ХХ столітті вживання літери «ґ», яка вживалась у старобілоруській мові.
У власних назвах з неслов'янською лексичною основою вибуховий [g] традиційно вимовляється білоруською мовою як фрикативний [γ]; збереження [g] у вимові не кваліфікується як порушення ортоепічної норми: [Г]арыбальдзі та [Ґ]арыбальдзі, [Г]рэнляндыя та [Ґ]рэнляндыя, [Г’]ётэ та [Ґ’]ётэ, [Г’]ібральтар і [Ґ’]ібральтар.

### Циганська (ромська) мова
Окрім української та білоруської абетки, ґ використовується в циганській абетці діалекту російських циган: також для передавання звука [ɡ].

## Перелік слів з літерою Ґ у словниках
- Перелік слів з літерою Ґ за словником Бориса Грінченка
- Перелік слів з літерою Ґ за Академічним словником 1926-33 рр. [Архівовано 22 грудня 2010 у Wayback Machine.]

## Цікаві факти

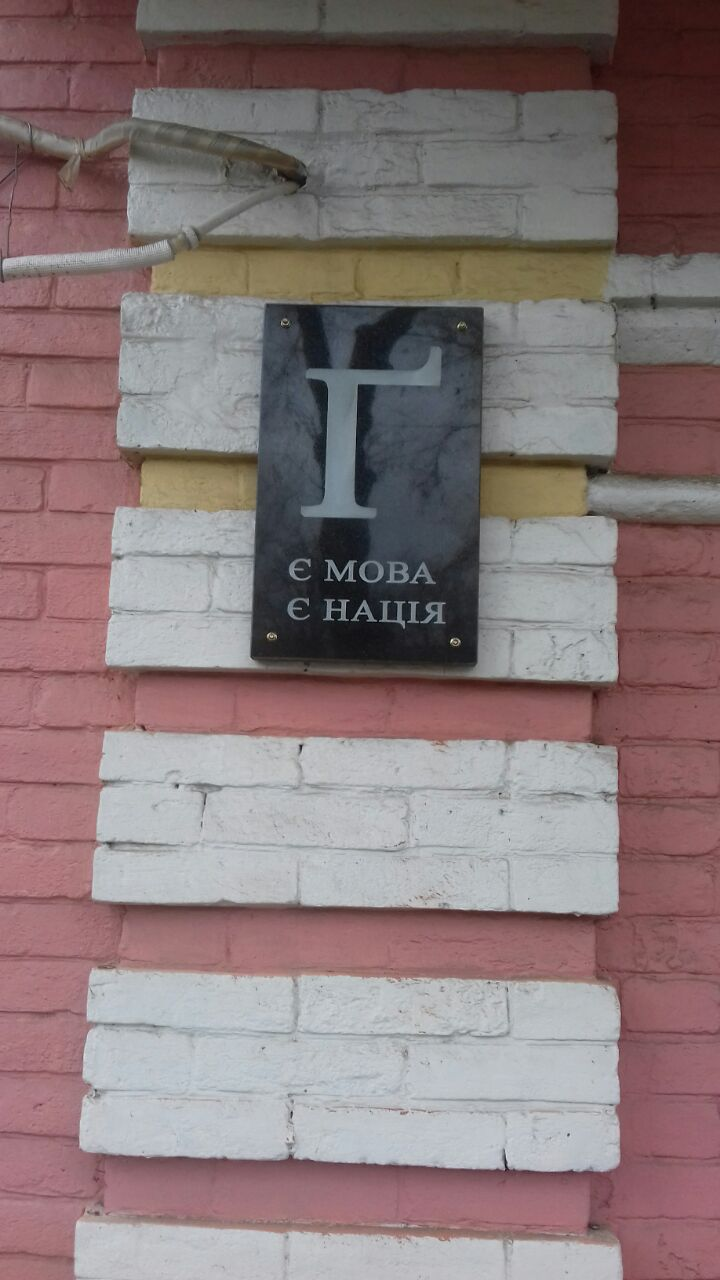
Пам'ятна дошка у місті Суми

- «Словарь української мови» Бориса Грінченка фіксує слово, яке складається тільки з цієї літери — «ґ». Воно є фонетичним варіантом застарілого прийменника «к». У сполученні з давальним відмінком «к» і «ґ» колись вживалися замість прийменника «до»: «Добре ґ лежачій колоді і огонь класти»[24], «Їден ґ лісу, другий ґ бісу» (із записів Матвія Номиса)[25].

- Відомий радянський філолог Лев Успенський наводить свідчення, що іще в XVIII ст. В. К. Тредіаковський у своєму творі «Раѕговоръ мѣжду чужестраннымъ человѣкомъ і россійскімъ объ ортографіі старінной і новой і о всемъ что прінадлежітъ къ сей матеріі» пропонував уживати «г» («глаголь») тільки для позначення південноросійського [ɣ] і «малоросійського» (українського) [ɦ]. Для позначення ж звука [ɡ] він радив придумати новий знак, який пропонував назвати «га». Ідея була піддана критиці М. В. Ломоносовим, який вважав, що дзвінкі фрикативні звуки ([ɣ] і [ɦ]) невластиві російській літературній нормі[26].